# دق بیارجمند
دَقِ بیارجُمَند کویر و شوره‌زار کوچکی است به مساحت حدود ۳۸ کیلومتر مربع در شهرستان شاهرود استان سمنان ایران.
دق بیارجمند در ۳۵ کیلومتری جنوب غربی بیارجمند واقع شده‌است. بیشینه درازای این دق (دغ) از شرق به غرب۲۰ کیلومتر و پهنای آن به‌طور متفاوت از یک تا ۳ و نیم کیلومتر است. ارتفاع سطح این کویر از دریا حدود ۱۰۵۰ متر است.
این کویر به‌طور فصلی خشک شده و چشمه‌های پراکنده‌ای چندی نیز در بخش شرقی آن گسترش دارند. صفحات باد کرده و وجود چشمه‌های یادشده در اطراف آن نشاندهنده آن است که سطح آبهای زیرزمینی در این کویر بالا است. مجاری خروجی این کویر بوسیله مخروط افکنه متعلق به دامنه‌های شمالی و جنوبی این دره تنگ شده‌است. این مخروط افکنه‌ها بر روی سطح کویر نیز گسترش دارند. هیچ اثری از نوار ساحلی در اطراف این کویر دیده نمی‌شود ولی چنین بنظر می‌رسد که قسمتی از دریاچه ای باشد که زمانی کویر حاج علی قلی دامغان را پوشانده بوده‌است.

## گونه‌های گیاهی
هرچند که در این کفه نمکی امکان رشد گیاهان وجود ندارد، اما در حاشیه‌های این زیستگاه کویری گونه‌های گیاهی شورپسند از جمله سالسولا، سالیکورنیکم، گز، آتریپلکس رشد می‌کنند و همچنین گونه‌های مختلفی از پرندگان دیده می‌شوند.

## گونه‌های جانوری
جانورانی که در این منطقه و حاشیه آن زیست می‌کنند عبارتند از:
آهو، کل و بز، قوچ و میش، گربه شنی، گرگ، شغال، روباه، خرگوش، تشی، موش، انواع مارها، لاک پشت، جوجه تیغی، انواع آگاما و گکو، بزمجه بیابانی، کبک، باقرقره، کرکس، کلاغ، کلاغ زاغی، زاغچه، سار، هوبره، انواع بازهای شکاری، انواع گنجشک.
دسترسی
از شهرستان بیارجمند به سمت جنوب غربی راه خاکی قرار دارد که پس از طی مسافتی در حدود ۴۵ کیلومتر از داخل این کویر می‌گذرد و به طرود منتهی می‌شود.